# Love Don't Let Me Go (Walking Away)
Singles de David Guetta vs. The Egg
The World Is Mine
(2005) Love Is Gone
(2007)
Love Don't Let Me Go (Walking Away) est une chanson du DJ français David Guetta sortie en 2006. Cette version 2006 est un bootleg de Love Don't Let Me Go de David Guetta et Walking Away du groupe britannique The Egg. Tocadisco est à l'origine du bootleg.

## Liste des pistes
1. Love Don't Let Me Go (Walking Away) (UK Radio Edit) - 3:13
2. Love Don't Let Me Go (Walking Away) (Famous Radio Edit) - 3:08
3. Love Don't Let Me Go (Walking Away) (Joachim Garraud & David Guetta's F*** Me I'm Famous Mix) - 6:23
4. Walking Away (Tocadisco Remix) - 6:53

## Classement par pays
Le remix 2006 de Love Don't Let Me Go réussit à rentrer dans les charts de beaucoup plus de pays que la première version sortie quatre ans auparavant, en 2002. Ceci s'explique par le fait que ce titre a eu un énorme succès au Royaume-Uni, ce qui a eu un impact significatif dans les autres pays pour la plupart européens.
| Pays                        | Meilleure position |
| --------------------------- | ------------------ |
| Monde                       | 34                 |
| France                      | 11                 |
| Portugal                    | 2                  |
| Royaume-Uni                 | 3                  |
| Espagne                     | 6                  |
| Italie                      | 9                  |
| Irlande                     | 12                 |
| Finlande                    | 13                 |
| Belgique Wallonie           | 13                 |
| Suisse                      | 19                 |
| Suède                       | 25                 |
| Australie                   | 32                 |
| Allemagne                   | 50                 |
| Belgique Flandre            | 42                 |
| Royaume-Uni UK Dance Charts | 1                  |
| France Club 40              | 3                  |